# Vincent Canby
Vincent Canby (* 27. Juli 1924 in Chicago, Illinois; † 15. Oktober 2000 in New York City) war ein US-amerikanischer Filmkritiker.

## Leben
Canby arbeitete als Filmreporter für Variety, bevor er 1965 bei der New York Times angestellt wurde. Von 1969 bis 1993 war er Leiter der Filmkritik der New York Times und galt in dieser Zeit als einer der wichtigsten Filmkritiker des Landes. Ab 1993 beschäftigte sich Canby hauptsächlich mit Theaterkritiken.
Vincent Canby war nie verheiratet, jedoch mehrere Jahre mit der Autorin Penelope Gilliatt liiert. Am 15. Oktober 2000 starb Canby nach einer Krebserkrankung.

## Veröffentlichungen
- The New York times guide to the best 1000 movies ever made, Time Books 1999